# Southern Melbourne Saints
Die Southern Melbourne Saints waren eine professionelle Basketball-Mannschaft der australasischen National Basketball League (NBL) aus der im australischen Bundesstaat Victoria gelegenen Stadt Melbourne. Das Team gründete sich 1979 als St. Kilda Saints und benannte sich 1987 in Westside Saints um. Im Jahr 1991 trat das Team als Southern Melbourne Saints an, bevor es sich anschließend auflöste.

## Erfolge
- Bestes Team der regulären Saison (3): 1979, 1980, 1981
- NBL-Meister (2): 1979, 1980
- Playoff-Teilnahmen (2): 1980, 1983
- Final-Teilnahmen (2): 1979, 1980

## Saisonbilanzen
- Meister der NBL
- Vizemeister der NBL

| Saison | Platz | Spiele | Siege | Niederlagen | Siegquote in % | PlayOffs                         |
| ------ | ----- | ------ | ----- | ----------- | -------------- | -------------------------------- |
| 1979   | 1     | 18     | 15    | 3           | 83,3           | im Finale gewonnen               |
| 1980   | 1     | 22     | 17    | 5           | 77,3           | im Finale gewonnen               |
| 1981   | 1     | 22     | 17    | 5           | 77,3           | Teilnahme am FIBA Club World Cup |
| 1982   | 6     | 26     | 17    | 9           | 65,4           | nicht qualifiziert               |
| 1983   | 4     | 22     | 12    | 10          | 54,5           | im Viertelfinale ausgeschieden   |
| 1984   | 5     | 23     | 9     | 14          | 39,1           | nicht qualifiziert               |
| 1985   | 10    | 26     | 10    | 16          | 38,5           | nicht qualifiziert               |
| 1986   | 14    | 26     | 5     | 21          | 19,2           | nicht qualifiziert               |
| 1987   | 13    | 26     | 4     | 22          | 15,4           | nicht qualifiziert               |
| 1988   | 11    | 24     | 9     | 15          | 37,5           | nicht qualifiziert               |
| 1989   | 9     | 24     | 8     | 16          | 33,3           | nicht qualifiziert               |
| 1990   | 14    | 26     | 3     | 23          | 11,5           | nicht qualifiziert               |
| 1991   | 11    | 26     | 9     | 17          | 34,6           | nicht qualifiziert               |

## Trainerhistorie
- Brian Kerle: 1979–1983
- Andris Blicavs: 1984–1988
- Colin Cadee: 1989
- Dean Templeton: 1990
- Gary Fox: 1991

## Heimarena
- Albert Park Basketball Stadium (1979–1983)
- The Glass House (1984–1986, 1991)
- Keilor Stadium (1987–1990)